# Timonius schumannii
Timonius schumannii là một loài thực vật có hoa trong họ Thiến thảo. Loài này được Koord. ex Valeton miêu tả khoa học đầu tiên năm 1909.